# Filipstad
Filipstad é uma pequena cidade sueca do leste da província histórica da Värmland.
Está situada num vale entre os lagos Daglösen e Lersjön, ligados pelo rio Skillerälven, que atravessa a cidade. Tem cerca de 6 000 habitantes e fica no município de Filipstad.
Foi fundada em 1611 pelo rei Karl IX, que lhe deu o nome de Filipstad (LITERALMENTE Cidade de Filipe) em referência ao seu filho Karl Filip.

## Economia
É uma cidade industrial com fábricas de produtos alimentares e oficinas mecânicas.
- Fábrica de pão estalejante Wasabröd
- Fábrica de batata frita OLW

## Personalidades ligadas a Filipstad
- Nils Ferlin, 1898-1961, poeta popular
- John Ericsson, 1803-1889, inventor da hélice
- Magnus Norman, jogador de ténis
- Kerstin Sundh, 1912-2000, escritora de literatura infantil e juvenil